# Hattula
Hattula [ˈhɑtːulɑ] ist eine Gemeinde im Süden Finnlands mit 9359 Einwohnern (Stand 31. Dezember 2022). Sie liegt in der Landschaft Kanta-Häme 12 km nördlich der Stadt Hämeenlinna. Nördlich von Hattula liegt die Stadt Valkeakoski. Die Entfernung zur Hauptstadt Helsinki beträgt 112 km.

## Geographie
Das Gemeindezentrum von Hattula hat 4000 Einwohner und heißt Parola. Daneben gehören zur Gemeinde die Orte Hakinmäki, Halkkorpi, Hurttala, Hyrvälä, Ihalempi, Kalkkonen, Katinala, Kerälä, Kivijoki, Koski, Kouvala, Kärsälä, Leiniälä, Lepaa, Mervi, Metsänkylä, Mierola, Nihattula, Nummi, Parolannummi, Pekola, Pelkola, Pyhälahti, Rahkoila, Saari, Sattula, Takajärvi, Tenhiälä, Valtee, Ventola, und Vuohiniemi.
Die Staatsstraßen 3 von Helsinki über Tampere nach Vaasa und 10 von Turku über Hämeenlinna nach Lahti kreuzen sich im Hattula. Die Natur der Gemeinde wird bestimmt von fünf Osern, die quer durch Hattula verlaufen, und dem Vanajavesi-See, der vom Gewässersystem des Kokemäenjoki-Flusses durchflossen wird. Hattula wird in drei Himmelsrichtungen vom administrativen Stadtgebiet von Hämeenlinna umgeben, im Norden grenzt die Gemeinde an Valkeakoski und Pälkäne.

## Geschichte
Das Kirchspiel Hattula entstand im Mittelalter wahrscheinlich schon im Zuge der Christianisierung der Region Häme Anfang des 13. Jahrhunderts. Erstmals urkundlich erwähnt wird Hattula 1318. Die politische Gemeinde Hattula entstand 1868 im Zuge der Trennung der Verwaltung der Landgemeinden von der Kirchenverwaltung. 1971 vergrößerte sich das Gemeindegebiet durch die Eingemeindung der Gemeinde Tyrväntö. Während die meisten seiner Nachbargemeinden im Jahr 2009 in die Stadt Hämeenlinna eingemeindet wurden, widersetzte sich Hattula der geplanten Eingemeindung. Die Gemeinde musste aber ein Gebiet von 27 km² an Hämeenlinna abtreten, um eine Verbindung zwischen Hämeenlinna und Kalvola zu schaffen.

## Söhne und Töchter
- Magnus Wegelius (1884–1936), Turner und Sportschütze
- Niko Kapanen (* 1978), Eishockeyspieler
- Antti Miettinen (* 1980), Eishockeyspieler
- Mika Järvinen (* 1988), Eishockeytorwart

## Sehenswürdigkeiten

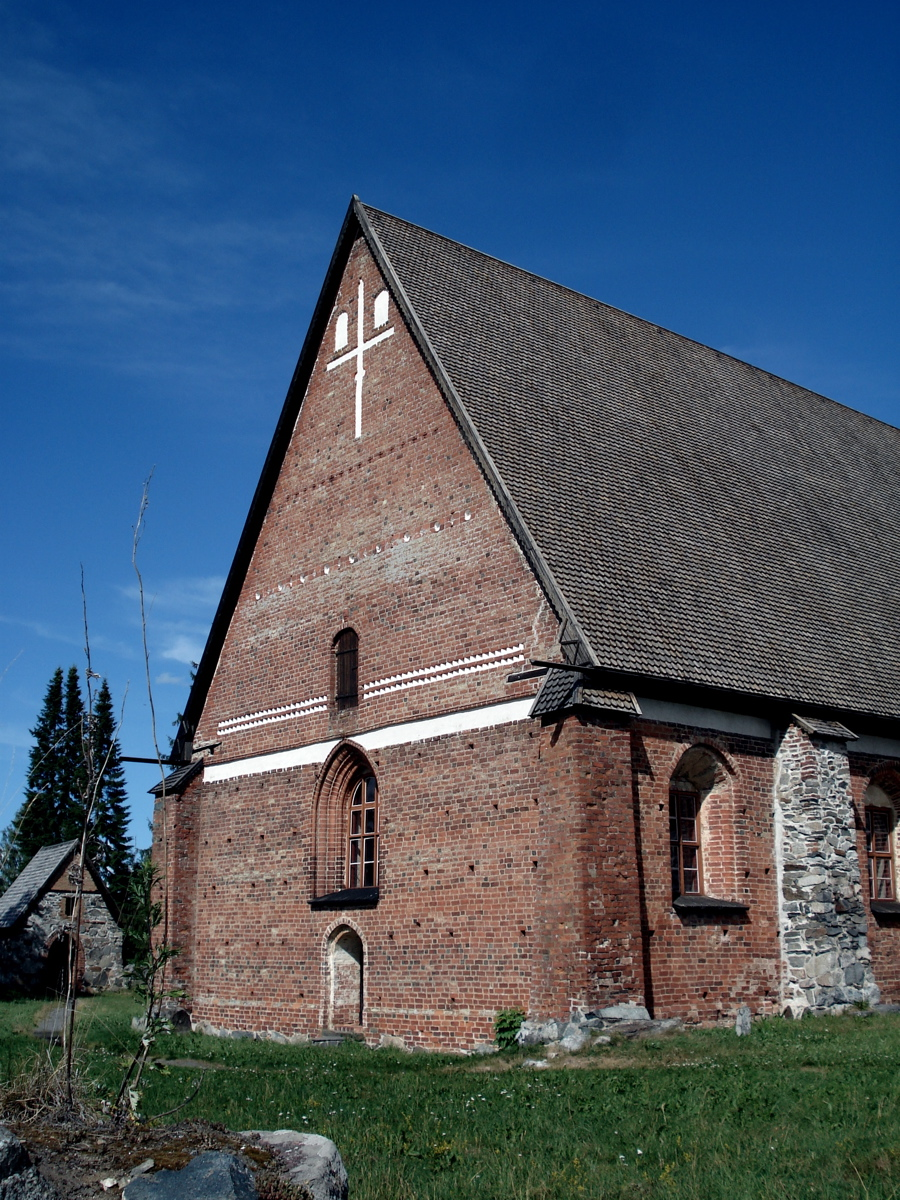
Die Heiligkreuzkirche

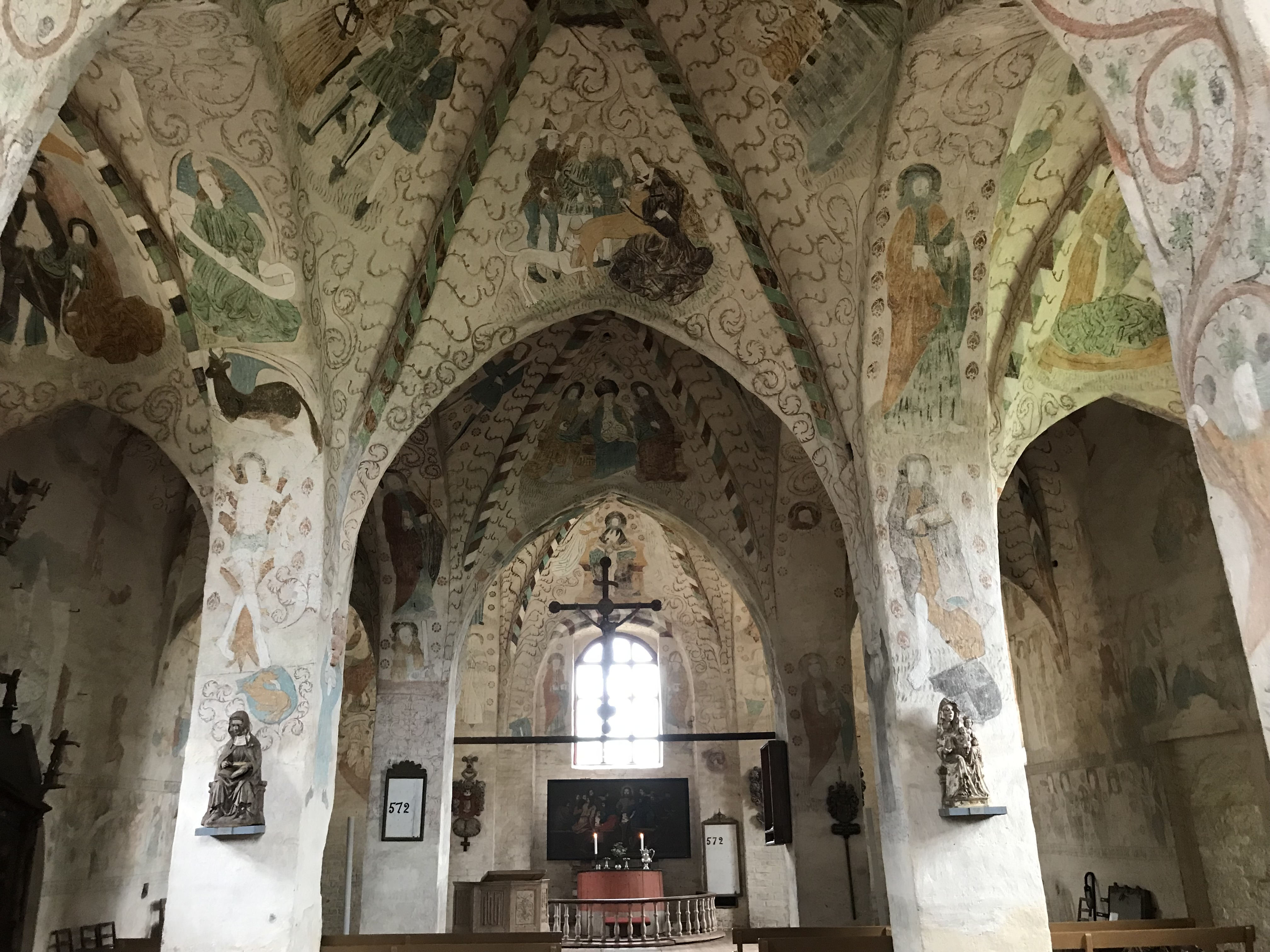
Illustrationen im Gewölbe

Die Heiligkreuzkirche von Hattula stammt aus dem späten 15. Jahrhundert und ist das älteste Gotteshaus der Region Häme. Bemerkenswert ist, dass sie im Gegensatz zu den meisten mittelalterlichen Kirchen Finnlands nicht aus Feldsteinen, sondern aus Backstein gebaut ist. Die Kirche ist mit Wandmalereien aus dem 16. Jahrhundert ausgestattet und war vor der Reformation ein Wallfahrtsort. Die neue Kirche von 1857 ist ebenfalls aus Backstein gebaut.
Der größte Arbeitgeber der Gemeinde ist die in Parolannummi stationierte Panzerbrigade der finnischen Armee. Die Militärtradition von Hattula wird auch vom 1961 eröffneten Panssari Museo aufrechterhalten.